# Rheinische Eisenbahn-Gesellschaft

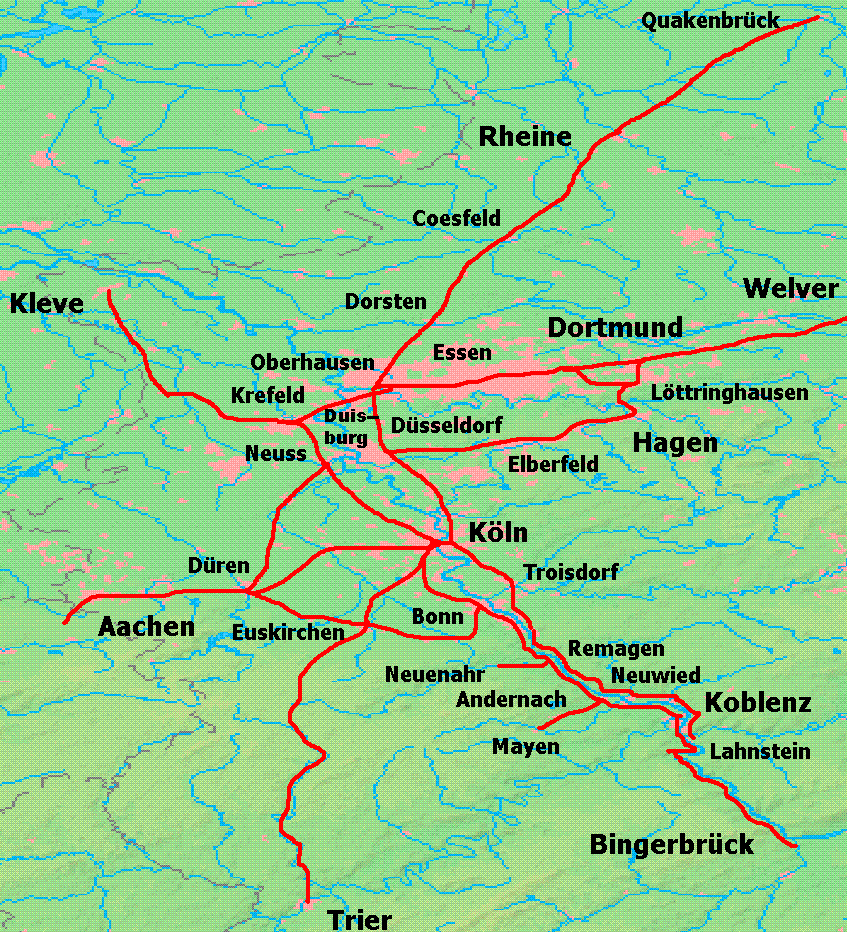
Rheinischen Eisenbahn-Gesellschafts linjenät strax före förstatligandet.

Rheinische Eisenbahn-Gesellschaft, RhE, var ett preussiskt järnvägsföretag vilket bildades 1835 med Ludolf Camphausen som förste president. Bolagets linjenät expanderade med tiden betydligt, men som ett led i Otto von Bismarcks nationaliseringspolitik förstatligades RhE 1880 och inordnades i Preussische Staatseisenbahnen.